# Christopher Bonsu Baah
Christopher Bonsu Baah, né le 14 décembre 2004 au Ghana, est un footballeur ghanéen qui joue au poste d'ailier droit à Al-Qadsiah FC, en Arabie saoudite.

## Biographie

### Sarpsborg 08 FF
Né au Ghana, Christopher Bonsu Baah est formé par le club local de l'Accra Shooting Stars. Le 13 mars 2023 il rejoint la Norvège afin de s'engager en faveur du Sarpsborg 08 FF.
Bonsu Baah joue son premier match en professionnel avec ce club, le 10 avril 2023, lors de la première journée de la saison 2023 d'Eliteserien, la première division norvégienne, face au FK Bodø/Glimt. Il est titularisé et son équipe s'incline par deux buts à zéro.

### KRC Genk
Le 6 juillet 2023, Christopher Bonsu Baah s'engage en faveur du KRC Genk. Il signe un contrat de cinq ans, soit jusqu'en juin 2028.
Le 2 août 2023, il joue son premier match de Ligue des champions contre le Servette FC. Il entre en jeu et son équipe est battue après une séance de tirs au but,.

### Al-Qadsiah
Le 7 juillet 2025, Christopher Bonsu Baah rejoint l'Al-Qadsiah FC, en Arabie saoudite, pour 17 millions d'euros.